# Kia Pregio
Il Kia Pregio è un veicolo commerciale leggero prodotto dalla casa automobilistica coreana Kia Motors dal 1995 fino al 2006, per sostituire il precedente Kia Besta.

## Storia
Lo sviluppo di un nuovo veicolo commerciale a marchio Kia partì nel settembre 1991; la casa coreana aveva intenzione di sostituire l'ormai datato modello Besta di derivazione Mazda con un nuovo mezzo più grande e robusto da porre in diretta concorrenza con il Hyundai H100 che godeva di un ottimo successo sul mercato interno. Per il telaio di base gli ingegneri partirono sempre dalla piattaforma di origine Mazda della Besta ma apportarono numerose modifiche soprattutto alle sospensioni e alla meccanica. Complessivamente la casa investì 150 miliardi di won, ovvero circa 190 milioni di dollari, nel progetto, comprensivi di sviluppo, industrializzazione e di costi di attrezzamento per una nuova linea di produzione nello stabilimento di Sohari (Gwangmyeong).
Il Pregio venne lanciato in Corea del Sud nel novembre del 1995 nella versione furgone e monovolume per il trasporto passeggeri.. Sfruttava una meccanica a trazione posteriore e motore centrale (posizionato dietro l’asse anteriore sotto i sedili) con le sospensioni anteriori a ruote indipendenti con una struttura a doppio braccio oscillante mentre al retrotreno vennero adottate molle a balestra.
Successivamente venne commercializzato sui mercati di più continenti incluso quello europeo. Inizialmente era disponibile con la motorizzazione diesel da 2,7 litri quattro cilindri che equipaggiava il pick-up Bongo J2 (venduto come Kia serie K in Europa), di cui costituiva la versione furgonata; in seguito furono però aggiunte altre motorizzazioni: un 3,0 l diesel nel 1997 e nel mercato europeo un 2,5 l turbodiesel in grado di raggiungere lo standard Euro 3.
Fu invece per adeguarsi agli standard di sicurezza del Vecchio Continente, divenuti più rigorosi, che nel 2003 il Pregio subì un profondo restyling; questa versione fu in commercio fino all'uscita di produzione del modello nel 2006 (che riguardò anche la variante a passo lungo "Pregio Grand").
Il mercato in cui il Pregio ebbe maggior successo fu quello brasiliano, in realtà qui dal 1997 prese il nome di Besta GS, vista l'ottima fama del predecessore, e raggiunse una popolarità tale da essere il veicolo di importazione più venduto fino al 2001.